# Bucinator
Il bucinator era un trombettiere dell'esercito romano, ed aveva il compito di segnalare alla truppa gli ordini degli ufficiali. Il suo compito era simile a quello degli altri suonatori dell'esercito romano: impartire gli ordini degli ufficiali attraverso il suono. Erano presenti sia nelle legioni, sia nelle unità ausiliarie, come pure tra le coorti dei vigili, la guardia pretoriana e gli equites singulares di Roma. Faceva parte dei principales (o forse degli immunes), insieme ai tubicines ed ai cornicines, ovvero di quei miles esentati dai più noiosi e pericolosi compiti che gli altri dovevano svolgere, quali lo scavo di un fossato o il pattugliamento dei bastioni.

## Strumento
Il termine deriva dallo strumento utilizzato, la buccina, costituito da un corno intagliato e lavorato in modo da produrre il suono desiderato. Misurava normalmente 11-12 piedi in lunghezza il piccolo cilindro ricurvo, che terminava con un bocchino; la buccina poi curvava sopra la testa o le spalle. Corni costruiti in questo modo rimarranno comuni anche nel successivo periodo medioevale.

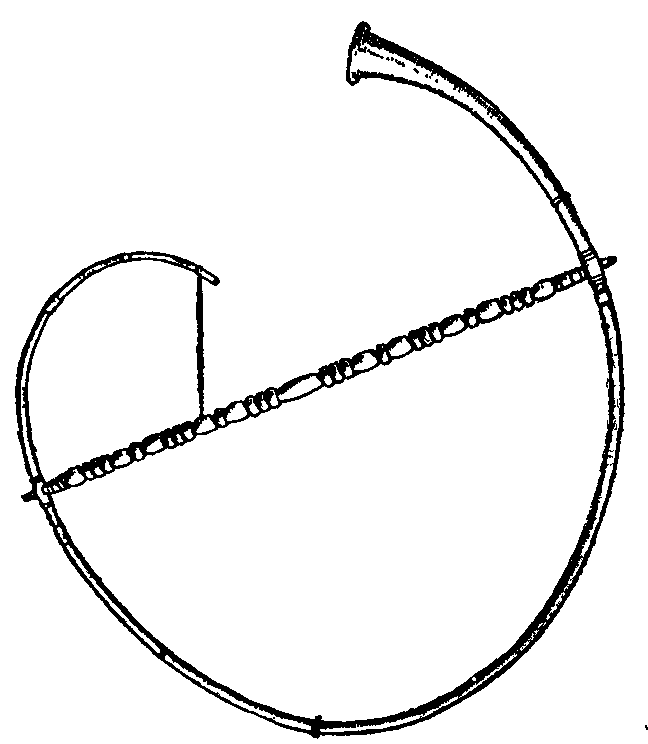
Una buccina.